# Maurice Clermont
Pour les articles homonymes, voir Clermont.
Maurice Clermont, né le 11 mars 1944 à Saint-Vincent-de-Paul, Laval et mort le 10 février 2022 à Sainte-Adèle, est un homme politique québécois. Il a été député libéral de la circonscription de Mille-Îles à l'Assemblée nationale du Québec.